# Casa dos Morgados Moreiras
A Casa dos Morgados Moreiras, igualmente conhecida como Palacete do Morgado, é um edifício histórico na vila de Messejana, no Município de Aljustrel, na região do Alentejo, em Portugal.

## Descrição e história
Situa-se na Rua do Engenho e na Praça Primeiro de Julho, no centro da vila, e nas imediações de outros monumentos, como a Torre do Relógio, a Igreja da Misericórdia e o Pelourinho de Messejana, em cuja zona de protecção está incluído. É considerado como o mais destacado exemplo de arquitectura civil na vila, devido às suas dimensões, elementos decorativos e composição, que inclui uma antiga capela privativa e uma grande área ajardinada. Parte do antigo complexo do palacete é ocupado pelas dependências da Junta de Freguesia. Em termos decorativos, são de especial interesse os conjuntos de pinturas murais nas paredes e nos tectos, elaboradas nos séculos XVIII e XIX, sendo o mais impressionante o escudo com as armas da família Velho Costa, numa das salas do primeiro andar. Também se destaca um tanque decorado, e a cozinha, com uma grande lareira. O edifício apresenta uma miscelânea de estilos, com elementos maneiristas, barrocos, rococós, neoclássicos e românticos.
A fachada principal do palacete está virada para ocidente, e está organizada em quatro panos, sendo o primeiro ocupado por uma porta e janela no rés-do-chão, e uma janela com gradeamento de ferro no primeiro andar, enquanto que no segundo abre-se um portão encimado por um elemento decorativo com volutas e uma cornija curva. No terceiro rasga-se uma sucessão de portas e janelas no piso térreo, com um óculo quadrilobado, enquanto que no primeiro andar abrem-se dez janelas, organizadas de forma igual à dos vãos do rés-do-chão. O quarto é a fachada da capela, com um portal no piso térreo encimado por uma janela, tendo acima do beirado uma platibanda e um olhal com arco de volta perfeita, com sineta em bronze. A capela é de planta longitudinal, com uma cobertura em abóbada de berço, destacando-se a pia de água benta em cantaria. O acesso à capela-mor é feito através de um arco triunfal de volta perfeita sobre pilastras. A capela-mor tem cobertura em abóbada de aresta, tendo na parede esquerda uma porta para a sacristia e um nicho, enquanto que no lado oposto tem uma tribuna. O retábulo está ornamentado com talha dourada e policromada, sendo composto por uma mesa de altar em formato de urna, uma banqueta e uma peanha central rodeada por um arco de volta perfeita com mísulas em ambos os lados, sendo o conjunto enquadrado por colunas compósitas rematadas por fogaréus. No centro está um frontão mistilíneo decorado com volutas e grinaldas.
O palacete é de grande importância no contexto histórico da vila, tendo estado na posse de algumas famílias nobres da região. A referência mais antiga ao imóvel é de 1570, e consiste na sua presença num inventário feito na sequência da morte de Brites Fernandes, esposa de Fernão Vaz Raposo. Segundo a tradição popular foi o local de pernoita do rei D. Sebastião, quando este passou por Messejana, entre 10 e 13 de Janeiro de 1573, embora os registos da época não indiquem ao certo onde é que o monarca repousou neste período. Segundo um estudo histórico sobre a vila, publicado provavelmente pelo notário Francisco Soares Victor, a propriedade foi vendida em 1780 a José Joaquim Moreira de Brito e Castanheda Velho Costa, da família Velho Costa. Em 1805 foi construída a capela, e em 1825 o filho de José Joaquim Moreira, Baltazar Moreira, adquiriu ao Marquês de Borba uns edifícios anexos, no sentido de ampliar o palacete. As obras iniciaram-se ainda nesse ano e decorreram até 1828, tendo sido construída a fachada virada para a praça. Posteriormente a família entrou em declínio devido a problemas financeiros, tendo o palacete sido vendido em 1864. Em 1887 foi adquirido por Ernesto Augusto Campos de Carvalho, que fez novas obras de remodelação entre 1889 e 1890 e que incluíram os elementos decorativos da sala de estar e várias pinturas murais. Posteriormente, a propriedade foi dividida, e em 2007 uma parte pertencia à Junta de Freguesia, outra à Santa Casa da Misericórdia, e três parcelas eram utilizadas como casas particulares. A antiga capela privada era utilizada como capela funerária da vila. Nessa altura, o complexo tinha graves problemas de conservação, com as pinturas murais em risco de desaparecerem, e o tanque em estado de ruína.